# Contratas y Servicios Ferroviarios
Contratas y Servicios Ferroviarios S.A.U. (COSFESA) es una empresa ferroviaria española constituida el 6 de octubre de 1986 dedicada al transporte de mercancías, construcción y mantenimiento de líneas férreas.
Tiene licencia de empresa operadora ferroviaria de la Agencia Estatal de Seguridad Ferroviaria para mercancías en la Red Ferroviaria de Interés General.
En 2006 fue adquirida a por el grupo empresarial Ortiz.